# Widdowson Cove
Die Widdowson Cove ist eine 4,5 km breite und 7,5 km lange Bucht an der Loubet-Küste Grahamlands auf der Antarktischen Halbinsel. Sie liegt südlich des Sokol Point auf der Südseite der Darbel Bay. In sie hinein mündet der Widdowson-Gletscher.
Das UK Antarctic Place-Names Committee benannte sie 2016, wie bereits 1959 den gleichnamigen Gletscher, nach der britischen Medizinerin und Ernährungswissenschaftlerin Elsie May Widdowson (1906–2000) von der University of Cambridge, die von 1938 bis 1966 an der Entwicklung von Nahrungsmittelrationen für britische Polarexpeditionen beteiligt war.